# Saint-Maurice-Colombier
Pour les articles homonymes, voir Saint-Maurice et Colombier.
Saint-Maurice-Colombier est une commune française située dans le département du Doubs, la région culturelle et historique de Franche-Comté et la région administrative Bourgogne-Franche-Comté.
Les habitants de Saint-Maurice-Colombier sont appelés les Saint-Maurice et les Colombier-Châtelot.

## Géographie

### Toponymie
Saint-Maurice-Echelotte (Sancto Mauricio en 1040, 1143 ; Saint Moris, Saint Moris sur Doux en 1298 ; Sainct Moris en 1520, 1593 ; Saint Mauris en 1633, Saint Maurice en 1670 ; Echelotte en 1598, 1690). Associée depuis le 1er janvier 1973 à Colombier-Châtelot (Colombier en 1187 ; Colombier devant le Chestellat en 1350 ; Colombier devant le Châstelot en 1389, 1434 ; Colombier le Chastelot en 1544 ; Collombié le Chastellot en 1621 ; en patois : Coulombie-Tchaitelot).

### Localisation et accessibilité
Saint-Maurice-Colombier est située dans située dans le nord du Doubs, à 7 km de L'Isle-sur-le-Doubs par la route, ainsi qu'à 20 km de Montbéliard. Le village se situe donc sur un axe de communication entre L'Isle-sur-le-Doubs et Montbéliard, et plus généralement, dans un axe Rhin - Rhône. Cela se traduit par un axe routier (D663, autoroutier (A36), ferroviaire  et anciennement fluvial (canal) important qui profite au village. Ce réseau de transport voué à une desserte régionale ou nationale est situé au nord du village.
Voué à une desserte locale et départementale, les D 297 et D 421 irriguent des communes plus à l'intérieur du département.

### Hydrographie
Saint-Maurice-Colombier est baignée par le Doubs, et s'installe donc dans son bassin versant. En parallèle, le ruisseau du Bié draine les reliefs au sud et s'écoule dans le village.

### Climat
Pour des articles plus généraux, voir Climat de la Bourgogne-Franche-Comté et Climat du Doubs.
En 2010, le climat de la commune est de type climat de montagne, selon une étude du Centre national de la recherche scientifique s'appuyant sur une série de données couvrant la période 1971-2000. En 2020, Météo-France publie une typologie des climats de la France métropolitaine dans laquelle la commune est exposée à un climat semi-continental et est dans la région climatique  Jura, caractérisée par une forte pluviométrie en toutes saisons (1 000 à 1 500 mm/an), des hivers rigoureux et un ensoleillement médiocre. 
Pour la période 1971-2000, la température annuelle moyenne est de 10,1 °C, avec une amplitude thermique annuelle de 17,1 °C. Le cumul annuel moyen de précipitations est de 1 264 mm, avec 12,5 jours de précipitations en janvier et 10,5 jours en juillet. Pour la période 1991-2020, la température moyenne annuelle observée sur la station météorologique de Météo-France la plus proche, « Medière », sur la commune de Médière à 4 km à vol d'oiseau, est de 11,5 °C et le cumul annuel moyen de précipitations est de 1 105,2 mm. 
La température maximale relevée sur cette station est de 40,2 °C, atteinte le 24 juillet 2019 ; la température minimale est de −17 °C, atteinte le 5 février 2012,,. 
Les paramètres climatiques de la commune ont été estimés pour le milieu du siècle (2041-2070) selon différents scénarios d'émission de gaz à effet de serre à partir des nouvelles projections climatiques de référence DRIAS-2020. Ils sont consultables sur un site dédié publié par Météo-France en novembre 2022.

## Urbanisme

### Typologie
Au 1er janvier 2024, Saint-Maurice-Colombier est catégorisée commune rurale à habitat dispersé, selon la nouvelle grille communale de densité à 7 niveaux définie par l'Insee en 2022.
Elle est située hors unité urbaine. Par ailleurs la commune fait partie de l'aire d'attraction de Montbéliard, dont elle est une commune de la couronne,. Cette aire, qui regroupe 137 communes, est catégorisée dans les aires de 50 000 à moins de 200 000 habitants,.

### Occupation des sols
L'occupation des sols de la commune, telle qu'elle ressort de la base de données européenne d’occupation biophysique des sols Corine Land Cover (CLC), est marquée par l'importance des forêts et milieux semi-naturels (50,1 % en 2018), en augmentation par rapport à 1990 (48,6 %). La répartition détaillée en 2018 est la suivante : 
forêts (50,1 %), prairies (26,3 %), zones agricoles hétérogènes (16,5 %), zones urbanisées (6,2 %), eaux continentales (0,9 %). L'évolution de l’occupation des sols de la commune et de ses infrastructures peut être observée sur les différentes représentations cartographiques du territoire : la carte de Cassini (XVIIIe siècle), la carte d'état-major (1820-1866) et les cartes ou photos aériennes de l'IGN pour la période actuelle (1950 à aujourd'hui).

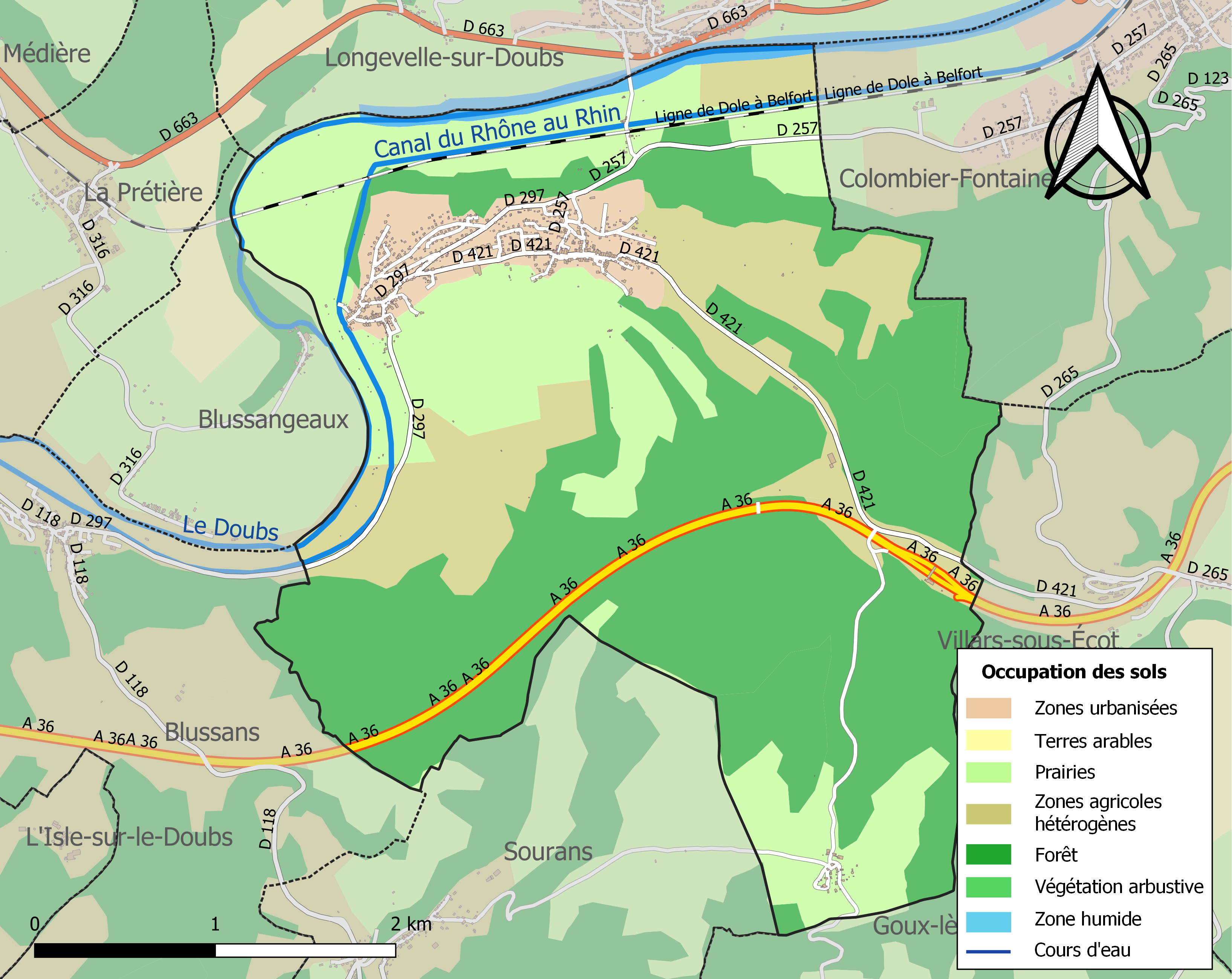
Carte des infrastructures et de l'occupation des sols de la commune en 2018 (CLC).

## Histoire
Échelotte est un hameau proche de Saint-Maurice-Colombier, ancien chef-lieu de la seigneurie du Châtelot. Le territoire du hameau, fondé en 1690, faisait partie du fief de Beutal et de Bretigney que tenait Jean-Marie de Seubert, agent diplomatique du prince de Montbéliard. Jean-Marie Seubert avait fait venir des cultivateurs de la région de Neuchâtel (Suisse) afin de défricher les terres d'Échelotte et d'y construire des habitations. Parmi ces colons se distinguait Jacques Jacquot, (? - 1724), originaire de Combes-du-Locle, qui devint propriétaire de plus de seize hectares. Après le décès sans héritiers de Jean-Marie Seubert, le comte de Montbéliard, Léopold-Eberhard de Wurtemberg, réunit le fief à son domaine et l'intégra à la seigneurie du Châtelot le 8 octobre 1702.

## Politique et administration
| Période                                  | Période                   | Identité                                         | Étiquette | Qualité  |
| ---------------------------------------- | ------------------------- | ------------------------------------------------ | --------- | -------- |
| Les données manquantes sont à compléter. |                           |                                                  |           |          |
| mars 2001                                | 2014                      | Alain Galliot                                    |           |          |
| mars 2014                                | En cours (au 31 mai 2020) | Jacques Demangeon Réélu pour le mandat 2020-2026 | SE        | Retraité |

## Démographie
L'évolution du nombre d'habitants est connue à travers les recensements de la population effectués dans la commune depuis 1793. Pour les communes de moins de 10 000 habitants, une enquête de recensement portant sur toute la population est réalisée tous les cinq ans, les populations de référence des années intermédiaires étant quant à elles estimées par interpolation ou extrapolation. Pour la commune, le premier recensement exhaustif entrant dans le cadre du nouveau dispositif a été réalisé en 2008.

En 2022, la commune comptait 889 habitants, en évolution de −1,98 % par rapport à 2016 (Doubs : +1,88 %, France hors Mayotte : +2,11 %).
| 1793 | 1800 | 1806 | 1821 | 1831 | 1836 | 1841 | 1846 | 1851 |
| ---- | ---- | ---- | ---- | ---- | ---- | ---- | ---- | ---- |
| 350  | 414  | 424  | 481  | 494  | 596  | 593  | 623  | 622  |

| 1856 | 1861 | 1866 | 1872 | 1876 | 1881 | 1886 | 1891 | 1896 |
| ---- | ---- | ---- | ---- | ---- | ---- | ---- | ---- | ---- |
| 606  | 599  | 575  | 550  | 558  | 526  | 476  | 470  | 404  |

| 1901 | 1906 | 1911 | 1921 | 1926 | 1931 | 1936 | 1946 | 1954 |
| ---- | ---- | ---- | ---- | ---- | ---- | ---- | ---- | ---- |
| 374  | 363  | 378  | 360  | 320  | 322  | 291  | 286  | 299  |

| 1962 | 1968 | 1975 | 1982 | 1990 | 1999 | 2006 | 2008 | 2013 |
| ---- | ---- | ---- | ---- | ---- | ---- | ---- | ---- | ---- |
| 314  | 344  | 598  | 742  | 729  | 719  | 849  | 886  | 892  |

| 2018 | 2022 | - | - | - | - | - | - | - |
| ---- | ---- | - | - | - | - | - | - | - |
| 907  | 889  | - | - | - | - | - | - | - |

## Culture locale et patrimoine

### Lieux et monuments
- Le temple luthérien Saint-Maurice.
- Les vieux ponts de pierre sur le ruisseau du Bief.

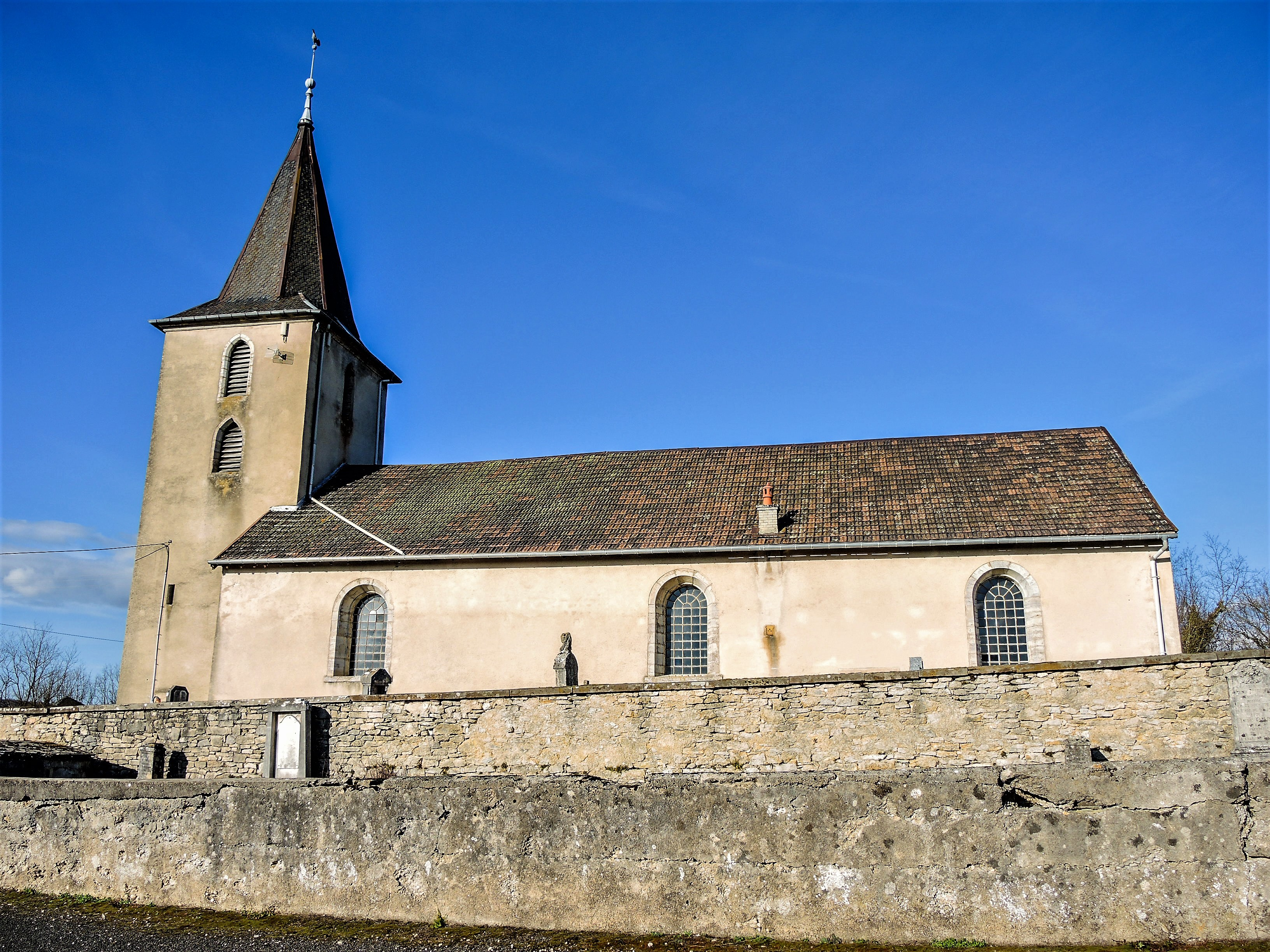
Temple Saint-Maurice.
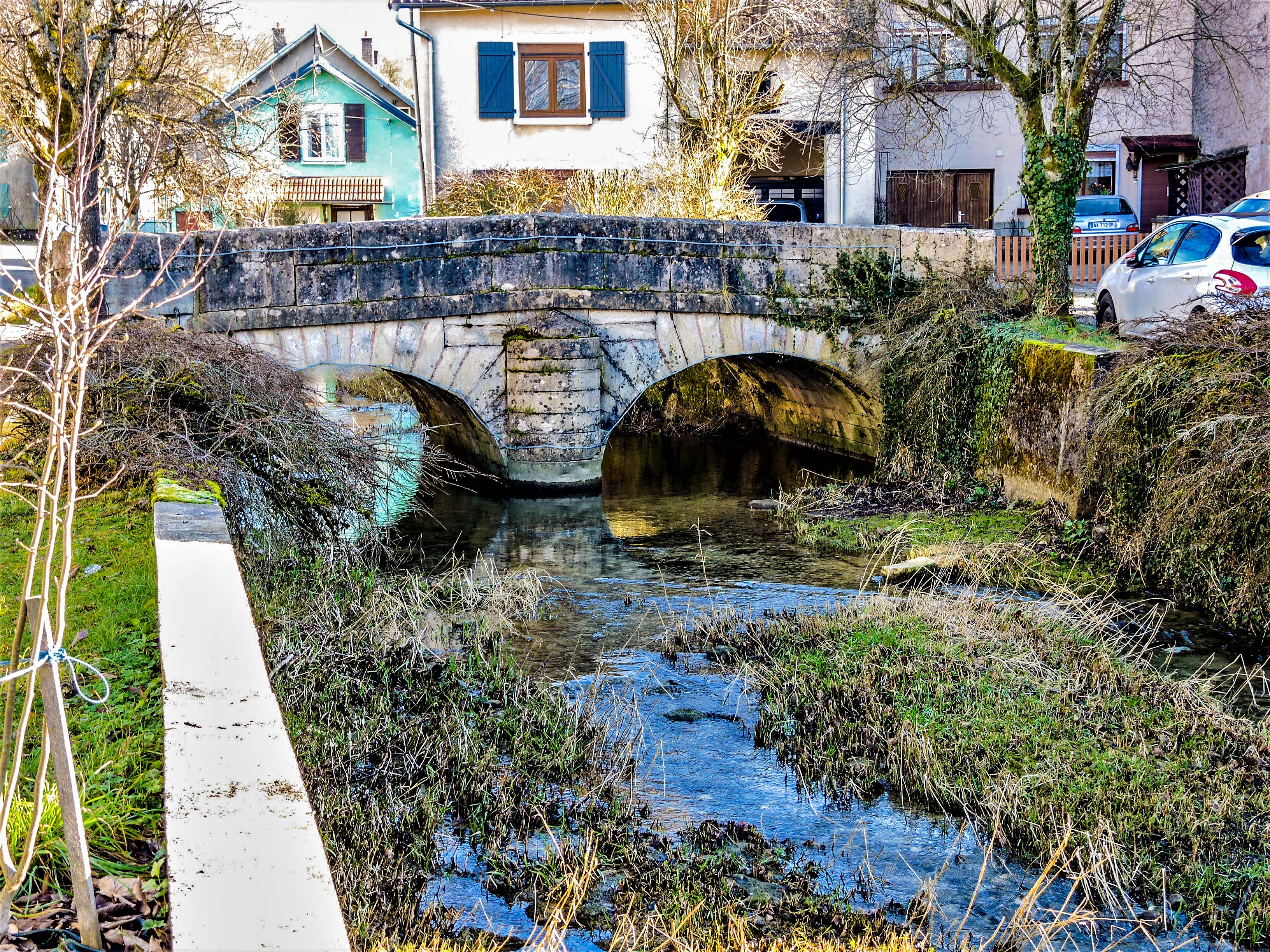
Pont à deux arches sur le Bief.
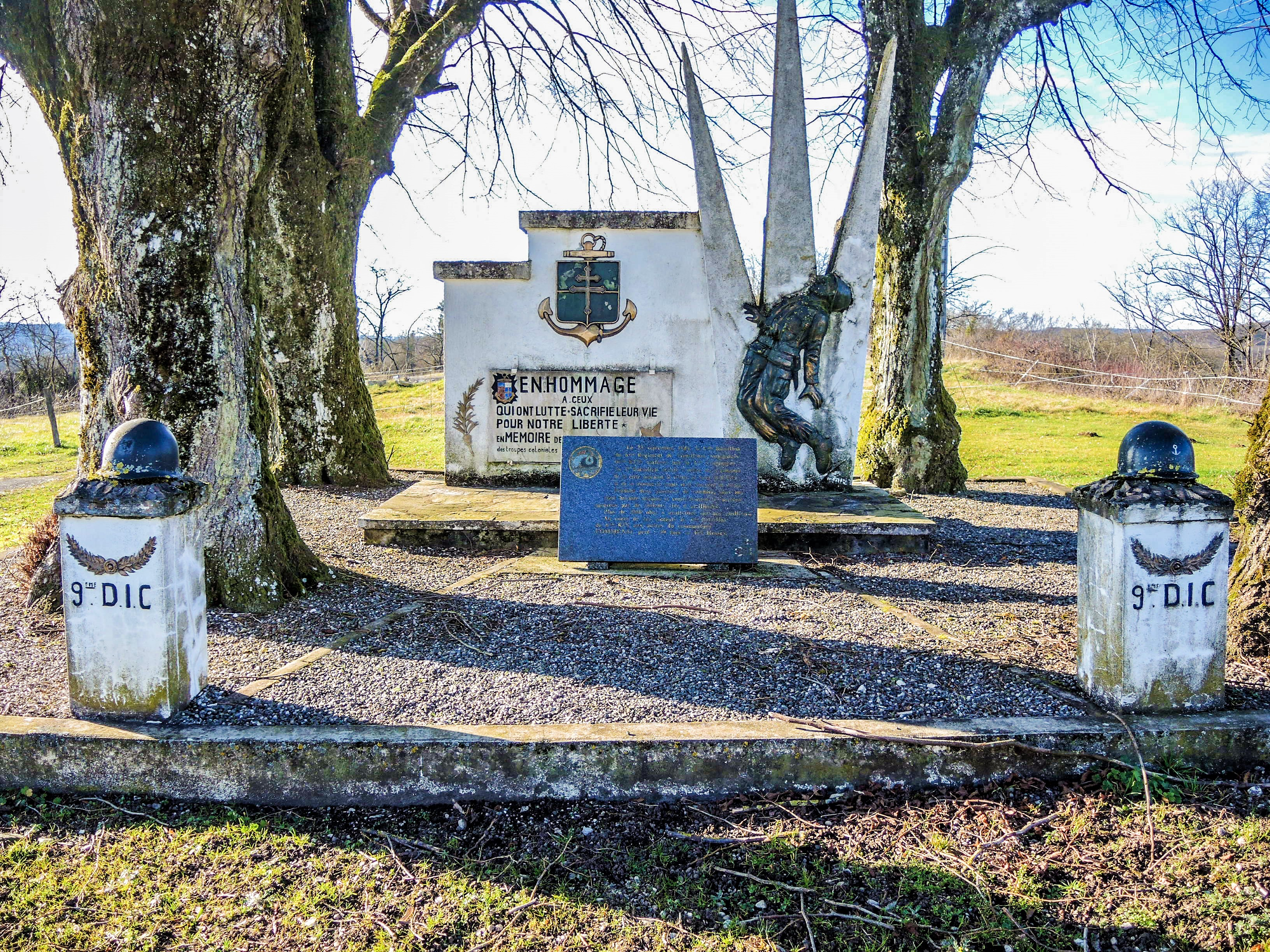
Monument de la 9 ième D.I.C.

### Personnalités liées à la commune
- André Frossard, journaliste et essayiste français né à Colombier-Châtelot.
- Le groupe scout du Châtelot (EEUdF), basés dans la grange du presbytère.
- Paul Élie Dubois, peintre orientaliste français, né à Colombier-Châtelot.

### Héraldique
| Blason de Saint-Maurice-Colombier | Blason  | D’azur au pont d’une arche alésé et abaissé d’argent, accompagné en chef à dextre d’une tout d’or et à senestre d’une église aussi d’argent et en pointe d’une tierce en pal alésée et ondée aussi d’or. |
| Blason de Saint-Maurice-Colombier | Détails | Le statut officiel du blason reste à déterminer. |